# 히라가나
한자(칸지)
가나
- 히라가나
  - 헨타이가나
- 가타카나
- 만요가나

사용법
- 후리가나
- 오쿠리가나

로마자 표기법(로마지)
- 헵번식
- 훈령식 (ISO)
- 일본식 (전자법)

히라가나(일본어: ひらがな, 영어: Hiragana)는 일본어에서 사용하는 두 가지 가나 가운데 하나다. 가타카나는 주로 외래어 표기 등에 쓰고, 히라가나는 다음과 같은 용도로 쓴다.
- 동사의 활용 어미, 조사, 조동사
- 일본 고유어로서 해당 한자가 없는 단어, 또는 해당하는 한자가 잘 쓰지 않는 어려운 글자일 때.
- 어린이가 사용하는 일본어의 뉘앙스를 보여 주고 싶을 때

히라가나는 여성이 많이 썼다고 한다. 그래서 온나데(일본어: おんなで)라고 불린 적도 있다. 이런 이유로 히라가나는 여자들만 쓰는 글이라 하여 오랫동안 일본 공용 문서에서 가타카나와 한자(칸지)만 사용했다. 현재 일본 철도 역명판에는 히라가나와 칸지가 적혀 있다. 히라가나는 헤이안 시대부터 썼다고 알려져 있다. 일본 유아들도 가나를 배울 때 히라가나를 먼저 배우고 가타카나를 나중에 배우기 때문에 유아용 그림책 등에는 가타카나로 쓴 단어 위에 히라가나를 후리가나로 덧붙이기도 한다. 음절문자다.
한영 자판 상태에서 히라가나를 입력할 경우 ㄸ+한자 키를 누르면 된다. 가타카나는 장음 등 일부 문자를 제외하면 꼭 ㅃ+한자 조합을 해야 한다.
세로쓰기할 경우 한 줄은 위에서 아래로 쓰고, 줄은 오른쪽에서 왼쪽으로 쓴다. 가로쓰기의 경우 왼쪽에서 오른쪽으로 쓴다.

## 히라가나 50음도
| 50음도 | 50음도   | 50음도    | 50음도    | 50음도   | 50음도   | 요음        | 요음        | 요음        |
|        | あ단     | い단      | う단      | え단     | お단     | ゃ          | ゅ          | ょ          |
| ------ | -------- | --------- | --------- | -------- | -------- | ----------- | ----------- | ----------- |
| あ행   | あ a 아  | い i 이   | う u 우   | え e 에  | お o 오  |             |             |             |
| か행   | か ka 카 | き ki 키  | く ku 쿠  | け ke 케 | こ ko 코 | きゃ kya 캬 | きゅ kyu 큐 | きょ kyo 쿄 |
| さ행   | さ sa 사 | し shi 시 | す su 스  | せ se 세 | そ so 소 | しゃ sha 샤 | しゅ shu 슈 | しょ sho 쇼 |
| た행   | た ta 타 | ち chi 치 | つ tsu 츠 | て te 테 | と to 토 | ちゃ cha 차 | ちゅ chu 추 | ちょ cho 초 |
| な행   | な na 나 | に ni 니  | ぬ nu 누  | ね ne 네 | の no 노 | にゃ nya 냐 | にゅ nyu 뉴 | にょ nyo 뇨 |
| は행   | は ha 하 | ひ hi 히  | ふ fu 후  | へ he 헤 | ほ ho 호 | ひゃ hya 햐 | ひゅ hyu 휴 | ひょ hyo 효 |
| ま행   | ま ma 마 | み mi 미  | む mu 무  | め me 메 | も mo 모 | みゃ mya 먀 | みゅ myu 뮤 | みょ myo 묘 |
| や행   | や ya 야 |           | ゆ yu 유  |          | よ yo 요 |             |             |             |
| ら행   | ら ra 라 | り ri 리  | る ru 루  | れ re 레 | ろ ro 로 | りゃ rya 랴 | りゅ ryu 류 | りょ ryo 료 |
| わ행   | わ wa 와 | ゐ wi 이  |           | ゑ we 에 | を wo 오 |             |             |             |
|        |          |           |           |          | ん n -ㄴ |             |             |             |

### 탁음
| 탁음 | 탁음     | 탁음     | 탁음     | 탁음     | 탁음     | 요음        | 요음        | 요음        |
|      | あ단     | い단     | う단     | え단     | お단     | ゃ          | ゅ          | ょ          |
| ---- | -------- | -------- | -------- | -------- | -------- | ----------- | ----------- | ----------- |
| が행 | が ga 가 | ぎ gi 기 | ぐ gu 구 | げ ge 게 | ご go 고 | ぎゃ gya 갸 | ぎゅ gyu 규 | ぎょ gyo 교 |
| ざ행 | ざ za 자 | じ ji 지 | ず zu 즈 | ぜ ze 제 | ぞ zo 조 | じゃ ja 자  | じゅ ju 주  | じょ jo 조  |
| だ행 | だ da 다 | ぢ ji 지 | づ zu 즈 | で de 데 | ど do 도 | ぢゃ ja 자  | ぢゅ ju 주  | ぢょ jo 조  |
| ば행 | ば ba 바 | び bi 비 | ぶ bu 부 | べ be 베 | ぼ bo 보 | びゃ bya 뱌 | びゅ byu 뷰 | びょ byo 뵤 |

### 반탁음
| 반탁음 | 반탁음   | 반탁음   | 반탁음   | 반탁음   | 반탁음   | 요음        | 요음        | 요음        |
|        | あ단     | い단     | う단     | え단     | お단     | ゃ          | ゅ          | ょ          |
| ------ | -------- | -------- | -------- | -------- | -------- | ----------- | ----------- | ----------- |
| ぱ행   | ぱ pa 파 | ぴ pi 피 | ぷ pu 푸 | ぺ pe 페 | ぽ po 포 | ぴゃ pya 퍄 | ぴゅ pyu 퓨 | ぴょ pyo 표 |

- 로마자 표기는 헵번 방식을, 한글 표기는 국립국어원 외래어 표기법의 어중/어말 표기법을 따랐다.
- 회색으로 표시한 ゐ와 ゑ는 현대 일본어에서는 고유명사 등을 제외하면 사용되지 않는다.
- ん은 한글의 받침 ㅇ, ㅁ, ㄴ 등에 해당한다.

## 역사
히라가나는 만요가나에서 왔다.
메이지 시대 이전에는 히라가나의 모양이 확실히 정해지지 않고, 여러 형태의 문자가 사용되었다. 메이지 시대의 학제 시행 후에야 위와 같은 자형이 표준화되어 쓰이기 시작했다. 위 이외의 구식 자형은 헨타이가나(変体仮名)라고 부른다.

## 같이 보기
- 가타카나
- 초서